# Sindaci di Trani
Di seguito l'elenco cronologico dei sindaci di Trani e delle altre figure apicali equivalenti che si sono succedute nel corso della storia.

## Regno d'Italia (1861-1946)
| Periodo           | Periodo           | Primo cittadino        | Partito                    | Carica                             | Note  |
| ----------------- | ----------------- | ---------------------- | -------------------------- | ---------------------------------- | ----- |
| 1860              | 5 aprile 1864     | Giuseppe Beltrani      |                            | sindaco                            |       |
| 6 aprile 1864     | 22 luglio 1865    | Gattola Filippo        |                            | facente funzione sindaco           |       |
| 23 luglio 1865    | 17 gennaio 1866   | Francesco Covelli      |                            | sindaco                            |       |
| 18 gennaio 1866   | 8 maggio 1869     | Giuseppe Antonacci     |                            | sindaco                            |       |
| 9 maggio 1869     | 22 novembre 1869  | Nicola Carcani         |                            | sindaco                            |       |
| 23 novembre 1869  | 22 aprile 1876    | Giuseppe Antonacci     |                            | sindaco                            |       |
| 23 aprile 1876    | 20 dicembre 1881  | Cesare Paolillo        |                            | sindaco                            |       |
| 21 dicembre 1881  | 27 settembre 1882 | Pietro Tisci           |                            | facente funzione sindaco           |       |
| 28 settembre 1882 | 20 novembre 1882  | Domenico Vischi        |                            | facente funzione sindaco           |       |
| 22 novembre 1882  | 20 gennaio 1883   | Gaetano Quercia        |                            | facente funzione sindaco           |       |
| 21 gennaio 1883   | 27 aprile 1886    | Tommaso Fusco          |                            | sindaco                            |       |
| 28 aprile 1886    | 30 giugno 1886    | Gaetano De Feo         |                            | facente funzione sindaco           |       |
| 1º luglio 1886    | 2 ottobre 1886    | Giuseppe Di Renzo      |                            | facente funzione sindaco           |       |
| 5 ottobre 1886    | 6 settembre 1888  | Pietro Olivieri        |                            | sindaco                            |       |
| 7 settembre 1888  | 5 settembre 1890  | Adolfo Quercia         |                            | sindaco                            |       |
| 6 settembre 1890  | 7 luglio 1894     | Giuseppe Lomanto       |                            | sindaco                            |       |
| 8 luglio 1894     | 9 settembre 1894  | Giuseppe Di Lernia     |                            | sindaco                            |       |
| 10 settembre 1894 | 6 agosto 1895     | Giuseppe Sarlo         |                            | sindaco                            |       |
| 7 agosto 1895     | 20 gennaio 1897   | Adolfo Quercia         |                            | sindaco                            |       |
| 21 gennaio 1897   | 26 luglio 1897    | Leonardo Vitalba       |                            | regio commissario                  |       |
| 27 luglio 1897    | 19 dicembre 1897  | Giuseppe Sarlo         |                            | sindaco                            |       |
| 20 dicembre 1897  | 11 settembre 1900 | Nicola Discanno        |                            | sindaco                            |       |
| 12 settembre 1900 | 28 gennaio 1903   | Carlo Nencha           |                            | sindaco                            |       |
| 29 gennaio 1903   | 6 giugno 1903     | Giacomo Amato          |                            | regio commissario                  |       |
| 7 giugno 1903     | 18 settembre 1911 | Adolfo Quercia         |                            | sindaco                            |       |
| 19 settembre 1911 | 30 giugno 1914    | Domenico Carcano       |                            | sindaco                            |       |
| 1º luglio 1914    | 18 novembre 1917  | Carlo Nencha           |                            | sindaco                            |       |
| 19 novembre 1917  | 1º aprile 1919    | Carlo Puoti            |                            | regio commissario                  |       |
| 2 aprile 1919     | 13 agosto 1919    | Salvatore Del Vecchio  |                            | regio commissario                  |       |
| 14 agosto 1919    | 3 ottobre 1919    | Luigi Jorizzi          |                            | regio commissario                  |       |
| 4 ottobre 1919    | 23 febbraio 1920  | Pasquale Antignano     |                            | regio commissario                  |       |
| 24 febbraio 1920  | 23 novembre 1920  | Giacinto Perrone       |                            | regio commissario                  |       |
| 24 novembre 1920  | 6 aprile 1921     | Nicola Campione        |                            | sindaco                            |       |
| 7 aprile 1921     | 6 febbraio 1923   | Domenico Pesce         |                            | sindaco                            |       |
| 17 febbraio 1923  | 14 agosto 1923    | Francesco Cutinelli    |                            | sindaco                            |       |
| 15 agosto 1923    | 20 settembre 1924 | Mario Sani             |                            | regio commissario                  |       |
| 21 settembre 1924 | 4 aprile 1927     | Luigi Morelli          | Partito Nazionale Fascista | podestà                            |       |
| 5 settembre 1927  | 22 novembre 1930  | Vincenzo Covelli       | Partito Nazionale Fascista | podestà                            |       |
| 23 settembre 1930 | 7 febbraio 1931   | Matteo Laurora         |                            | commissario pref.                  |       |
| 8 febbraio 1931   | 3 febbraio 1935   | Luigi Morelli          | Partito Nazionale Fascista | podestà                            |       |
| 4 febbraio 1935   | 18 maggio 1936    | Antonio Bassi          | Partito Nazionale Fascista | podestà                            |       |
| 19 maggio 1936    | 31 dicembre 1936  | Simone Naitana         |                            | commissario pref.                  |       |
| 1º gennaio 1937   | 2 febbraio 1938   | Giovanni Altomare      | Partito Nazionale Fascista | podestà                            |       |
| 3 febbraio 1938   | 30 giugno 1938    | Franco Amoroso-Mannari |                            | commissario pref.                  |       |
| 1º luglio 1938    | 13 marzo 1940     | Biagio Nigretti        | Partito Nazionale Fascista | podestà                            |       |
| 14 marzo 1940     | 13 giugno 1941    | Edgardo Monetti        | Partito Nazionale Fascista | commissario pref.                  | [ 2 ] |
| 14 giugno 1941    | 8 settembre 1942  | Domenico Tolomeo       | Partito Nazionale Fascista | v. commissario pref. e poi podestà | [ 3 ] |
| 9 settembre 1942  | 25 gennaio 1944   | Giuseppe Pappolla      |                            | podestà poi sindaco                |       |
| 26 gennaio 1944   | 30 giugno 1945    | Nicola Rasoli          |                            | sindaco                            |       |
| 1º luglio 1945    | 17 gennaio 1946   | Mario Cautela Quercia  |                            | sindaco                            |       |
| 18 gennaio 1946   | 17 dicembre 1946  | Ciro Conte             |                            | commissario pref.                  |       |

## Repubblica Italiana (dal 1946)
| Sindaci eletti dal Consiglio comunale (1946-1995)    | Sindaci eletti dal Consiglio comunale (1946-1995) | Sindaci eletti dal Consiglio comunale (1946-1995) | Sindaci eletti dal Consiglio comunale (1946-1995) | Sindaci eletti dal Consiglio comunale (1946-1995) | Sindaci eletti dal Consiglio comunale (1946-1995) | Sindaci eletti dal Consiglio comunale (1946-1995) | Sindaci eletti dal Consiglio comunale (1946-1995) |
| Nominativo                                           | Partito                                           | Partito                                           | Partito                                           | Partito                                           | Mandato                                           | Mandato                                           | Elezione                                          |
| Nominativo                                           | Partito                                           | Partito                                           | Partito                                           | Partito                                           | Inizio                                            | Fine                                              | Elezione                                          |
| ---------------------------------------------------- | ------------------------------------------------- | ------------------------------------------------- | ------------------------------------------------- | ------------------------------------------------- | ------------------------------------------------- | ------------------------------------------------- | ------------------------------------------------- |
| Giacinto Francia                                     |                                                   | Partito Socialista Italiano                       | Partito Socialista Italiano                       | Partito Socialista Italiano                       | 17 dicembre 1946                                  | 16 maggio 1947                                    | –                                                 |
| Guido Maffuccini                                     |                                                   | Partito Socialista Italiano                       | Partito Socialista Italiano                       | Partito Socialista Italiano                       | 16 maggio 1947                                    | 23 maggio 1948                                    | –                                                 |
| Cesare Bianchi                                       |                                                   | Indipendente                                      | Indipendente                                      | Indipendente                                      | 23 maggio 1948                                    | 12 aprile 1949                                    | –                                                 |
| Pasquale Plantulli-Lambert                           | ?                                                 | ?                                                 | ?                                                 | ?                                                 | 12 aprile 1949                                    | 15 giugno 1952                                    | –                                                 |
| Francesco Paolo Mongelli                             |                                                   | Partito Socialista Democratico Italiano           | Partito Socialista Democratico Italiano           | Partito Socialista Democratico Italiano           | 15 giugno 1952                                    | 21 dicembre 1957                                  | –                                                 |
| Luciano Nunziante                                    |                                                   | Democrazia Cristiana                              | Democrazia Cristiana                              | Democrazia Cristiana                              | 21 dicembre 1957                                  | 15 agosto 1961                                    | –                                                 |
| Saverio Grilli                                       | ?                                                 | ?                                                 | ?                                                 | ?                                                 | 11 settembre 1961                                 | 25 marzo 1964                                     | –                                                 |
| Nicola Baldassarre                                   |                                                   | Democrazia Cristiana                              | Democrazia Cristiana                              | Democrazia Cristiana                              | 27 marzo 1964                                     | 5 febbraio 1965                                   | –                                                 |
| Saverio Grilli                                       | ?                                                 | ?                                                 | ?                                                 | ?                                                 | 6 febbraio 1965                                   | 10 maggio 1966                                    | –                                                 |
| Antonia Talamo                                       |                                                   | Democrazia Cristiana                              | Democrazia Cristiana                              | Democrazia Cristiana                              | 10 maggio 1966                                    | 1º settembre 1970                                 | –                                                 |
| Saverio Grilli                                       | ?                                                 | ?                                                 | ?                                                 | ?                                                 | 1º settembre 1970                                 | 14 novembre 1972                                  | –                                                 |
| Nicola Baldassarre                                   |                                                   | Democrazia Cristiana                              | Democrazia Cristiana                              | Democrazia Cristiana                              | 19 febbraio 1973                                  | 22 luglio 1975                                    | –                                                 |
| Sabino Loiodice                                      |                                                   | Democrazia Cristiana                              | Democrazia Cristiana                              | Democrazia Cristiana                              | 22 luglio 1975                                    | 10 agosto 1980                                    | –                                                 |
| Francesco De Palma                                   |                                                   | Democrazia Cristiana                              | Democrazia Cristiana                              | Democrazia Cristiana                              | 11 agosto 1980                                    | 7 maggio 1982                                     | –                                                 |
| Nicola Baldassarre                                   |                                                   | Democrazia Cristiana                              | Democrazia Cristiana                              | Democrazia Cristiana                              | 7 maggio 1982                                     | 23 agosto 1985                                    | –                                                 |
| Vincenzo Caruso                                      |                                                   | Partito Socialista Italiano                       | Partito Socialista Italiano                       | Partito Socialista Italiano                       | 24 agosto 1985                                    | 29 settembre 1986                                 | –                                                 |
| Nicola Baldassarre                                   |                                                   | Democrazia Cristiana                              | Democrazia Cristiana                              | Democrazia Cristiana                              | 12 novembre 1986                                  | 19 luglio 1990                                    | –                                                 |
| Giuseppe Di Marzio                                   |                                                   | Democrazia Cristiana                              | Democrazia Cristiana                              | Democrazia Cristiana                              | 19 luglio 1990                                    | 30 luglio 1993                                    | –                                                 |
| Commissione prefettizia                              | –                                                 | –                                                 | –                                                 | –                                                 | 20 agosto 1993                                    | 12 maggio 1995                                    | –                                                 |
| Sindaci eletti direttamente dai cittadini (dal 1995) |                                                   |                                                   |                                                   |                                                   |                                                   |                                                   |                                                   |
| Nominativo                                           | Partito                                           | Partito                                           | Coalizione                                        | Coalizione                                        | Mandato                                           | Mandato                                           | Elezione                                          |
| Nominativo                                           | Partito                                           | Partito                                           | Coalizione                                        | Coalizione                                        | Inizio                                            | Fine                                              | Elezione                                          |
| Giancarlo Tamborrino                                 |                                                   | Alleanza Nazionale                                |                                                   | AN-L. civiche                                     | 12 maggio 1995                                    | 13 giugno 1999                                    | Elezione 1993                                     |
| Carlo Avantario                                      |                                                   | Cittaperta                                        |                                                   | DS-RI-Dem-PPI-SDI-PRC-L. civiche                  | 13 giugno 1999                                    | 17 gennaio 2003                                   | Elezione 1999                                     |
| Giuliana Perrotta (Commissario prefettizio)          | –                                                 | –                                                 | –                                                 | –                                                 | 17 gennaio 2003                                   | 25 maggio 2003                                    | –                                                 |
| Giuseppe Tarantini                                   |                                                   | Alleanza Nazionale                                |                                                   | FI-AN-UDC-NPSI-PRI                                | 27 maggio 2003                                    | 16 ottobre 2006                                   | Elezione 2003                                     |
| Angelo Trovato (Commissario prefettizio)             | –                                                 | –                                                 | –                                                 | –                                                 | 16 ottobre 2006                                   | 29 maggio 2007                                    | –                                                 |
| Giuseppe Tarantini                                   |                                                   | Alleanza Nazionale                                |                                                   | FI-AN-UDC-PRI-L. civiche                          | 29 maggio 2007                                    | 26 maggio 2012                                    | Elezione 2007                                     |
| Luigi Nicola Riserbato                               |                                                   | La Puglia Prima di Tutto                          |                                                   | PdL-PPT-AdC-L. civiche                            | 26 maggio 2012                                    | 22 gennaio 2015                                   | Elezione 2012                                     |
| Maria Rita Iaculli (Commissario prefettizio)         | –                                                 | –                                                 | –                                                 | –                                                 | 22 gennaio 2015                                   | 19 giugno 2015                                    | –                                                 |
| Amedeo Bottaro                                       |                                                   | Indipendente (2015-2017)                          |                                                   | PD-SEL-FdV-L. civiche                             | 19 giugno 2015                                    | 23 settembre 2020                                 | Elezione 2015                                     |
| Amedeo Bottaro                                       | Partito Democratico (dal 2017)                    |                                                   |                                                   | PD-SEL-FdV-L. civiche                             | 19 giugno 2015                                    | 23 settembre 2020                                 | Elezione 2015                                     |
| Amedeo Bottaro                                       |                                                   | PD-L. civiche                                     | 23 settembre 2020                                 | in carica                                         | Elezione 2020                                     |                                                   |                                                   |